# Gotthard Haug
Gotthard Haug (* 3. Dezember 1958) ist ein deutscher Manager und Investor.

## Leben
Haug war von 1991 bis 1993 als „Finance and Administration Manager“ für die Agfa AG in Südkorea tätig. Im Jahr 1994 kehrte er nach Deutschland zurück und übernahm im gleichen Jahr bei Mars Incorporated den Posten des „Controller Central Finance Europe“, verantwortlich für die Finanzen des Unternehmens im Europa-Geschäft. Ab dem Jahr 1995 war er „Finance Director & Board Member“ bei Mars.
Im Jahr 2000 wechselte er zu Walmart Germany und war als CFO für das Deutschland-Geschäft des Konzerns verantwortlich. Im Jahr 2004 schied Haug überraschend bei Wal Mart Germany aus.

### Teleplan
Ab 2004 übernahm Gotthard Haug bei Teleplan, einem niederländischen Unternehmen, das im Bereich des After Sales tätig ist, den Posten des CFO. Zwischen 2004 und Mitte 2009 gelang es ihm durch eine Restrukturierung, aus Teleplan wieder ein profitables Unternehmen zu formen. Bei seinem Antritt im Mai 2004 war Teleplan fast zahlungsunfähig und der Aktienkurs war am Boden. Nach dem Ausscheiden des damaligen CEO aus dem Unternehmen wurde Gotthard Haug am 7. Mai 2009 auf der Hauptversammlung zum neuen CEO gewählt und trat am 8. Mai das Amt an. 2009 konnte Haug das erfolgreichste Geschäftsjahr seit der Firmengründung verbuchen und Teleplan kehrte mit Wirkung zum 21. Dezember 2009 wieder in den SDAX zurück.
Am 15. Mai 2016 ist Haug als CEO bei Teleplan zurückgetreten. Heute arbeitet Gotthard Haug im Privat Equity Bereich und sitzt in zahlreichen Aufsichtsräten. Er lebt in Belgien.